# Елена (община)
Вижте пояснителната страница за други значения на Елена.
Община Елена е съставна община в Област Велико Търново, Северна България. Административният център на общината е град Елена.

## География

### Географско положение, граници, големина
Общината е разположена в югоизточната част на област Велико Търново. С площта си от 671,389 km2 заема 2-ро място сред 10-те общини на областта, което съставлява 14,40% от територията на областта. Границите ѝ са следните:
- на запад и северозапад – община Велико Търново;
- на север – община Златарица;
- на североизток – община Антоново от област Търговище;
- на югоизток – община Сливен от област Сливен;
- на юг – община Твърдица от област Сливен;
- на югозапад – община Гурково от област Стара Загора;

### Релеф, води, природни забележителности

#### Релеф
Релефът на общината е средно-, ниско планински и хълмист. Територията ѝ условно попада в две физикогеографски области на България – Средна Стара планина и Средния Предбалкан.
Към Старопланинската физикогеографска област се отнасят северните разклонения на Елено-Твърдишка планина, която обхваща повече от половината от територията на общината. В най-южната част на общината, на границата с Община Твърдица се издига връх Чумерна (1536 m).
Цялата северна част на общината, по границата с общините Велико Търново, Златарица и Антоново е заета от южните склонове на Еленските височини, които са част от Средния Предбалкан. Тук максималната височина е връх Кулата (901 m), издигащ се северно от село Черни дял. Те са разделени на четири части от напречните проломи на реките Веселина и десните ѝ притоци Златаришка река (проломът Боаза) и Бебровска река (Каменица).
Между двете планински части, от запад на изток се редуват няколко по-големи долинни разширения, обединени под общото название Еленска котловина. На запад – долинното разширение на река Веселина, заето от големия язовир „Йовковци“. В централната част – долинните разширения на Златаришка река (в района на общинския център град Елена) и на десния ѝ приток Костелска река (в района на село Марян). По̀ на изток, в района на селата Беброво и Константин са долинните разширения на Бебровска река (Каменица, десен приток на Веселина), а най-на изток, в района на село Майско – долинното разширение на Стара река (десен приток на Янтра).

#### Води
Цялата територия на общината попада във водосборната област на река Янтра и по-конкретно, на нейния десен приток Стара река. Последната протича с част от горното си течение през най-източната част на общината, в землището на село Майско и по границата с Община Сливен. Останалата част от общината попада във водосборния басейна на река Веселина (ляв приток на Стара река), която заедно със своите десни притоци реките Златаришка (с десния си приток Костелска река) и Бебровска отводнява над 90% от територията на общината. Тези четири реки водят началото си от Елено-Твърдишка планина, текат на север, като образуват пет сравнително големи долинни разширения, проломяват Еленските височини (с изключение на Костелска река) и в района на град Златарица се съединяват.
Най-западното долинно разширение на река Веселина е заето от големия язовир „Йовковци“, водите на който се използват основно за водоснабдяване на град Велико Търново, Горна Оряховица, Лясковец, Стражица, Златарица, Елена, Дряново и други по-малки населени места. Язовирът предлага добри условия за спортен риболов. Освен този язовир, на територията на общината има изградени още осем микроязовира, използвани предимно за напояване и развъждане на риба за любителски риболов.

## Население

### Етнически състав (2011)
Численост и дял на етническите групи според преброяването на населението през 2011 г.:
|                     | Численост | Дял (в %) |
| Общо                | 9434      | 100,00    |
| Българи             | 6753      | 71.58     |
| Турци               | 1339      | 14.19     |
| Цигани              | 574       | 6.08      |
| Други               | 26        | 0.28      |
| Не се самоопределят | 78        | 0.83      |
| Неотговорили        | 664       | 7.04      |

### Раждаемост, смъртност и естествен прираст
Раждаемост, смъртност и естествен прираст през годините, според данни на НСИ:
|      | Численост на живородените | Численост на починалите | Естествен прираст | Коефициент на раждаемост (в ‰) | Коефициент на смъртност (в ‰) | Коефициент на естествен прираст (в ‰) |
| 1985 | 155                       | 283                     | -128              | 9.3                            | 17.0                          | -7.7                                  |
| 1988 | 144                       | 279                     | -135              | 10.3                           | 20.0                          | -9.7                                  |
| 1989 | 153                       | 265                     | -112              | 11.2                           | 19.4                          | -8.2                                  |
| 1990 | 157                       | 266                     | -109              | 11.7                           | 19.8                          | -8.1                                  |
| 1991 | 137                       | 280                     | -143              | 10.3                           | 21.0                          | -10.7                                 |
| 1992 | 122                       | 271                     | -149              | 9.1                            | 20.1                          | -11.1                                 |
| 1993 | 130                       | 244                     | -114              | 9.6                            | 18.0                          | -8.4                                  |
| 1994 | 107                       | 229                     | -122              | 7.9                            | 17.0                          | -9.1                                  |
| 1995 | 115                       | 242                     | -127              | 8.6                            | 18.0                          | -9.5                                  |
| 1996 | 110                       | 270                     | -160              | 8.2                            | 20.1                          | -11.9                                 |
| 1997 | 81                        | 260                     | -179              | 6.1                            | 19.4                          | -13.4                                 |
| 1998 | 92                        | 226                     | -134              | 7.0                            | 17.1                          | -10.1                                 |
| 1999 | 119                       | 222                     | -103              | 9.1                            | 17.0                          | -7.9                                  |
| 2000 | 102                       | 253                     | -151              | 7.9                            | 19.6                          | -11.7                                 |
| 2001 | 97                        | 202                     | -105              | 8.0                            | 16.7                          | -8.7                                  |
| 2002 | 111                       | 238                     | -127              | 9.9                            | 21.2                          | -11.3                                 |
| 2003 | 109                       | 212                     | -103              | 9.8                            | 19.1                          | -9.3                                  |
| 2004 | 112                       | 203                     | -91               | 10.2                           | 18.5                          | -8.3                                  |
| 2005 | 112                       | 205                     | -93               | 10.3                           | 18.8                          | -8.5                                  |
| 2006 | 113                       | 191                     | -78               | 10.5                           | 17.7                          | -7.2                                  |
| 2007 | 102                       | 181                     | -79               | 9.6                            | 17.0                          | -7.4                                  |
| 2008 | 91                        | 206                     | -115              | 8.6                            | 19.5                          | -10.9                                 |
| 2009 | 91                        | 177                     | -86               | 8.7                            | 16.9                          | -8.2                                  |
| 2010 | 103                       | 183                     | -80               | 10.0                           | 17.7                          | -7.7                                  |
| 2011 | 83                        | 170                     | -87               | 8.8                            | 18.1                          | -9.3                                  |
| 2012 | 83                        | 181                     | -98               | 8.9                            | 19.5                          | -10.5                                 |
| 2013 | 76                        | 195                     | -119              | 8.3                            | 21.2                          | -12.9                                 |
| 2014 | 68                        | 172                     | -104              | 7.5                            | 19.0                          | -11.5                                 |
| 2015 | 84                        | 174                     | -90               | 9.5                            | 19.6                          | -10.1                                 |
| 2016 | 89                        | 167                     | -78               | 10.1                           | 19.0                          | -8.9                                  |
| 2017 | 78                        | 197                     | -119              | 9.1                            | 22.9                          | -13.8                                 |
| 2018 | 49                        | 166                     | -117              | 5.8                            | 19.5                          | -13.8                                 |
| 2019 | 65                        | 173                     | -108              | 7.7                            | 20.6                          | -12.9                                 |
| 2020 | 65                        | 178                     | -113              | 7.8                            | 21.3                          | -13.5                                 |
| 2021 | 68                        | 199                     | -131              | 8.2                            | 24.1                          | -15.8                                 |
| 2022 | 57                        | 166                     | -109              | 7.5                            | 21.9                          | -14.4                                 |
| 2023 | 59                        | 149                     | -90               | 7.9                            | 19.9                          | -12.0                                 |

### Населени места
Общината има 124 населени места (един град и 123 села) с общо население 7737 жители към 2021 г.
| Населено място | Население (2021 г.) | Площ на землището km2 | Забележка (старо име)                                                                                         |
| -------------- | ------------------- | --------------------- | --- |
| Елена          | 4580                | 62,420                | Административен център на общината                                                                            |
| Аплаци         | 1                   | -                     | в з-щето на с. Тодювци                                                                                        |
| Багалевци      | 2                   | -                     | в з-щето на с. Тодювци                                                                                        |
| Бадевци        | 11                  | -                     | в з-щето на с. Средни колиби                                                                                  |
| Баевци         | 10                  | -                     | Баювци, в з-щето на с. Шилковци                                                                               |
| Баждари        | -                   | -                     | в з-щето на с. Дрента                                                                                         |
| Балуци         | 7                   | -                     | в з-щето на с. Яковци                                                                                         |
| Беброво        | 228                 | 49,087                | |
| Бейковци       | -                   | -                     | в з-щето на с. Тодювци                                                                                        |
| Берковци       | 5                   | -                     | в з-щето на с. Средни колиби                                                                                  |
| Блъсковци      | 26                  | 20,103                | |
| Богданско      | -                   | -                     | Сюлюменчовци, в з-щето на с. Беброво                                                                          |
| Бойковци       | 38                  | 17,498                | Реселии |
| Босевци        | -                   | -                     | в з-щето на с. Беброво                                                                                        |
| Брезово        | -                   | -                     | в з-щето на с. Палици                                                                                         |
| Бръчковци      | -                   | -                     | в з-щето на с. Яковци                                                                                         |
| Буйновци       | 63                  | 56,843                | |
| Бялковци       | 8                   | -                     | в з-щето на с. Беброво                                                                                        |
| Валето         | 2                   | -                     | в з-щето на с. Костел                                                                                         |
| Велковци       | 7                   | -                     | в з-щето на с. Буйновци                                                                                       |
| Велювци        | -                   | -                     | в з-щето на с. Блъсковци                                                                                      |
| Веселина       | 11                  | -                     | Равна, в з-щето на с. Тодювци                                                                                 |
| Високовци      | 1                   | -                     | Узуни, в з-щето на с. Мийковци                                                                                |
| Вълчовци       | 10                  | -                     | Кара кутлари, в з-щето на с. Майско                                                                           |
| Вълчовци       | 11                  | -                     | в з-щето на с. Яковци                                                                                         |
| Вързилковци    | 7                   | -                     | в з-щето на с. Яковци                                                                                         |
| Габрака        | -                   | -                     | в з-щето на с. Буйновци                                                                                       |
| Ганев дол      | -                   | -                     | в з-щето на с. Беброво                                                                                        |
| Глоговец       | 13                  | -                     | Кьов башлари, в з-щето на с. Константин                                                                       |
| Големани       | 9                   | -                     | в з-щето на с. Блъсковци                                                                                      |
| Горни край     | 15                  | -                     | в з-щето на с. Дрента                                                                                         |
| Горни Танчевци | 3                   | -                     | Горни Танчовци, в з-щето на с. Мийковци                                                                       |
| Горска         | 1                   | -                     | Кючук Исуфовци, в з-щето на с. Палици                                                                         |
| Граматици      | 13                  | -                     | в з-щето на с. Костел                                                                                         |
| Гърдевци       | 15                  | -                     | в з-щето на с. Шилковци                                                                                       |
| Давери         | 16                  | -                     | в з-щето на с. Палици                                                                                         |
| Дайновци       | 1                   | -                     | в з-щето на с. Дебели рът                                                                                     |
| Дебели рът     | 2                   | 13,879                | |
| Добревци       | 4                   | -                     | в з-щето на с. Дрента                                                                                         |
| Долни Марян    | 7                   | -                     | в з-щето на с. Марян                                                                                          |
| Долни Танчевци | -                   | -                     | Долни Танчовци, в з-щето на с. Буйновци                                                                       |
| Донковци       | 14                  | -                     | в з-щето на с. Яковци                                                                                         |
| Драгановци     | -                   | -                     | в з-щето на с. Тодювци                                                                                        |
| Драганосковци  | 1                   | -                     | в з-щето на с. Яковци                                                                                         |
| Драгийци       | -                   | -                     | в з-щето на с. Тодювци                                                                                        |
| Драгневци      | 1                   | -                     | в з-щето на с. Буйновци                                                                                       |
| Дрента         | 33                  | 67,424                | |
| Дуковци        | 1                   | -                     | в з-щето на с. Тодювци                                                                                        |
| Дърлевци       | -                   | -                     | в з-щето на с. Блъсковци                                                                                      |
| Зеленик        | 2                   | -                     | Трашлии, в з-щето на с. Костел                                                                                |
| Иванивановци   | -                   | -                     | в з-щето на с. Беброво                                                                                        |
| Игнатовци      | 7                   | -                     | в з-щето на с. Мийковци                                                                                       |
| Илаков рът     | 52                  | 17,175                | |
| Илиювци        | -                   | -                     | в з-щето на с. Средни колиби                                                                                  |
| Каменари       | 162                 | 19,117                | Юруклери, Юруците                                                                                             |
| Кантари        | -                   | -                     | в з-щето на с. Тодювци                                                                                        |
| Караиванци     | -                   | -                     | в з-щето на с. Дрента                                                                                         |
| Карандили      | 1                   | -                     | в з-щето на с. Тодювци                                                                                        |
| Киревци        | -                   | -                     | в з-щето на с. Тодювци                                                                                        |
| Кожлювци       | 4                   | -                     | в з-щето на с. Буйновци                                                                                       |
| Козя река      | 18                  | -                     | Коз дере, в з-щето на с. Константин                                                                           |
| Колари         | 3                   | -                     | Арабаджии, в з-щето на с. Костел                                                                              |
| Константин     | 751                 | 32,435                | Ахмедлии |
| Косевци        | -                   | -                     | в з-щето на с. Дрента                                                                                         |
| Костел         | 46                  | 56,151                | - |
| Котуци         | -                   | -                     | в з-щето на с. Буйновци                                                                                       |
| Крилювци       | 2                   | -                     | в з-щето на с. Буйновци                                                                                       |
| Крумчевци      | 8                   | -                     | Вейзлери, Крумчовци, в з-щето на с. Константин                                                                |
| Лазарци        | 13                  | -                     | в з-щето на с. Буйновци                                                                                       |
| Лесиче         | -                   | -                     | Тилкилери, в з-щето на с. Майско                                                                              |
| Майско         | 745                 | 27,456                | Тузлу алан |
| Марафелци      | 7                   | -                     | в з-щето на с. Блъсковци                                                                                      |
| Мариновци      | -                   | -                     | в з-щето на с. Буйновци                                                                                       |
| Марян          | 82                  | 10,266                | |
| Махалници      | -                   | -                     | в з-щето на с. Яковци                                                                                         |
| Мийковци       | 19                  | 43,401                | |
| Миневци        | -                   | -                     | в з-щето на с. Палици                                                                                         |
| Мирчовци       | 2                   | -                     | в з-щето на с. Тодювци                                                                                        |
| Мъртвината     | -                   | -                     | в з-щето на с. Тодювци                                                                                        |
| Недялковци     | -                   | -                     | в з-щето на с. Блъсковци                                                                                      |
| Нешевци        | 8                   | -                     | Нешовци, в з-щето на с. Буйновци                                                                              |
| Николовци      | -                   | -                     | в з-щето на с. Блъсковци                                                                                      |
| Николчовци     | 2                   | -                     | в з-щето на с. Буйновци                                                                                       |
| Ничовци        | 3                   | -                     | в з-щето на с. Буйновци                                                                                       |
| Нюшковци       | -                   | -                     | в з-щето на с. Буйновци                                                                                       |
| Палици         | 135                 | 18,464                | - |
| Папратлива     | 1                   | -                     | в з-щето на с. Тодювци                                                                                        |
| Пейковци       | -                   | -                     | в з-щето на с. Дрента                                                                                         |
| Петковци       | 8                   | -                     | в з-щето на с. Беброво                                                                                        |
| Попрусевци     | 14                  | -                     | в з-щето на с. Беброво                                                                                        |
| Попска         | 16                  | -                     | в з-щето на с. Беброво                                                                                        |
| Радовци        | 9                   | -                     | в з-щето на с. Марян                                                                                          |
| Райновци       | -                   | -                     | в з-щето на с. Тодювци                                                                                        |
| Ралиновци      | 1                   | -                     | в з-щето на с. Мийковци                                                                                       |
| Раювци         | 22                  | -                     | в з-щето на с. Средни колиби                                                                                  |
| Ребревци       | 9                   | -                     | в з-щето на с. Шилковци                                                                                       |
| Руховци        | 113                 | 9,638                 | - |
| Светославци    | 23                  | -                     | Шукюрлери, в з-щето на с. Бойковци                                                                            |
| Средни колиби  | 22                  | 38,521                | - |
| Стойчевци      | -                   | -                     | Стойчовци, в з-щето на с. Яковци                                                                              |
| Стояновци      | 5                   | -                     | Хасановци, в з-щето на с. Дебели рът                                                                          |
| Султани        | -                   | -                     | в з-щето на с. Тодювци                                                                                        |
| Събковци       | -                   | -                     | в з-щето на с. Костел                                                                                         |
| Титевци        | 7                   | -                     | в з-щето на с. Блъсковци                                                                                      |
| Тодювци        | 56                  | 52,651                | - |
| Томбето        | -                   | -                     | Тюмбелер, в з-щето на с. Майско                                                                               |
| Топузи         | 2                   | -                     | в з-щето на с. Мийковци                                                                                       |
| Трънковци      | 4                   | -                     | в з-щето на с. Илаков рът                                                                                     |
| Тумбевци       | 21                  | -                     | в з-щето на с. Палици                                                                                         |
| Тънки рът      | 1                   | -                     | в з-щето на с. Дебели рът                                                                                     |
| Търкашени      | 17                  | -                     | в з-щето на с. Блъсковци                                                                                      |
| Угорялковци    | 19                  | -                     | в з-щето на с. Илаков рът                                                                                     |
| Харваловци     | 4                   | -                     | Фарваловци, в з-щето на с. Средни колиби                                                                      |
| Христовци      | 7                   | -                     | в з-щето на с. Руховци                                                                                        |
| Хъневци        | 3                   | -                     | в з-щето на с. Илаков рът                                                                                     |
| Цвеклювци      | -                   | -                     | в з-щето на с. Тодювци                                                                                        |
| Чавдарци       | -                   | -                     | Черешов дял, в з-щето на с. Беброво                                                                           |
| Чакали         | 60                  | 4,160                 | - |
| Червенковци    | 2                   | -                     | в з-щето на с. Блъсковци                                                                                      |
| Черни дял      | 11                  | -                     | в з-щето на с. Беброво                                                                                        |
| Шиливери       | -                   | -                     | в з-щето на с. Тодювци                                                                                        |
| Шилковци       | 9                   | 24,937                | - |
| Шубеци         | 4                   | -                     | в з-щето на с. Буйновци                                                                                       |
| Яковци         | 18                  | 29,763                | - |
| ОБЩО           | 7737                | 671,389               | 103 населени места без землища 121 населени места с по-малко от 350 души население, от които 37 без население |

## Административно-териториални промени
- през 1878 г. – преименувано е с. Ахмедлии на с. Константин от населението без административен акт;
- през 1881 г. – махалите Пахчеджии и Тричковци са изселени и заличени без административен акт;
- през 1885 г. – преименувано е с. Хасановци на с. Стояновци от населението без административен акт;
- след 1887 г. – заличени са махалите Бадалар и Шимшир и са присъединени като квартали на с. Константин без административен акт;

– заличена е м. Ливадките и е присъединена като квартал на с. Дрента без административен акт;
– к. Руховци са признати за с. Руховци без административен акт;
- през 1892 г. – с. Сефер кьой е изселено и заличено без административен акт;
- през 1896 г. – м. Деведжии е изселена и заличена без административен акт;
- през 1934 г. – преименувана е м. Фарваловци (Фарвалювци, Хварваловци, Орловци) на м. Харваловци от населението без административен акт;
- МЗ № 2820/обн. 14.08.1934 г. – преименува м. Реселии на м. Бойковци;

– преименува м. Узуни на м. Високовци;
– преименува м. Кара кутлари на м. Вълчовци;
– преименува м. Кьов башлари на м. Глоговец;
– преименува м. Кючук Исуфовци на м. Горска;
– преименува к. Трашлии на к. Зеленик;
– преименува м. Коз дере на м. Козя река;
– преименува м. Атларци на м. Конярци;
– преименува м. Вейзлери на м. Крумчовци;
– преименува м. Синджирлии на м. Синджирци;
– преименува м. Баир махле на м. Стръмна;
– преименува м. Тарханджии на м. Тарханци;
– преименува м. Тюмбелер (Тюмбе махле) на м. Томбето;
- МЗ № 3775/обн. 07.12.1934 г. – преименува м. Сюлюменчовци на м. Богданско;

– преименува м. Танчовци на м. Горни Танчовци;
– преименува м. Танчовци на м. Долни Танчовци;
– преименува м. Тилкилери на м. Лесиче;
– преименува м. Шукюрлери на м. Светославци;
– преименува м. Юруклери на м. Юруците;
- МЗ № 1695/обн. 27.09.1937 г. – заличава м Корийковци порадии изселване;
- МЗ № 2251/обн. 29.07.1939 г. – заличава м. Дерикотковци и я присъединява като квартал на с. Средни колиби;
- МЗ № 2920/обн. 16 януари 1943 г. – заличава махалите Бръчковци, Витьовци, Драгоевци, Продановци, Тарханци и Хвърльовци и ги присъединява като квартали на с. Илаков рът;
- през 1946 г. – м. Войчовци е изселена и е заличена без административен акт;
- Указ № 3/обн. 11 януари 1950 г. – преименува м. Равна на м. Веселина;
- Указ № 45/обн. 08.02.1950 г. – преименува к. Арабаджии на к. Колари и м. Черешов дял на м. Чавдарци;
- Указ № 48/обн. 09.02.1951 г. – преименува м. Горни Болерци на м. Билково;

– преименува м. Юруците на м. Каменари;
– преименува м. Недешковци на м. Младеновци;
– преименува м. Долни Болерци (Болерци) на м. Тинково;
– преименува м. Шейтани на м. Усои;
- Указ № 92/обн. 02.03.1951 г. – заличава махалите Кихайовци и Стайковци и ги присъединява като квартали на с. Руховци;

– заличава м. Попбобчевци и я присъединява като квартал на м. Мирославци;
– заличава м. Попдимитровци и я присъединява като квартал на м. Разпоповци;
- Указ № 21/обн. 27 януари 1953 г. – заличава м. Саровци и я присъединява като квартал на с. Чакали;
- Указ № 356/обн.07.12.1954 г. – заличава м. Паяджи и я присъединява като квартал на с. Вълчовци;

– признава м. Вълчовци за с. Вълчовци;
- през 1956 г. – осъвременени са именана на к. Баювци на к. Баевци, на м. Горни Танчовци на м. Горни Танчевци, на м. Крумчовци на м. Крумчевци без административни актове;
- Указ № 57/обн. 05.02.1965 г. – заличава махалите Барабони, Градевци, Гущери, Калиновци, Мартинковци, Мечкобиевци, Мъжлеци, Незир, Речници и Стръмна, с. Тантури поради изселване;

– заличава к. Дъбрава и к. Колари и ги обединява в едно населено място с. Колари;
- Указ № 881/обн. 30.11.1965 г. – заличава махалите Брежници и Шоевци поради изселване;
- Указ № 892/07.07.1965 г. – преименува м. Тузлу алан на м. Майско;
- Указ № 960/обн. 4 януари 1966 г. – осъвременява имената на м. Долни Танчовци на м. Долни Танчевци, на м. Нешовци на м. Нешевци, н. м. Стойчовци на м. Стойчевци;
- Указ № 757/обн. 08.05.1971 г. – заличава махалите Боевци, Горни Чукани, Долни Геновци, Долни Чукани, Казаци, Киллъжовци, Лапавишковци, Майтаняци, Милковци, Младеновци, Неювци, Новачкини, Пърчовци, с. Разпоповци, махалите Синджирци, Тинково и Усои и ги присъединява като квартали на гр. Елена;

– заличава махалите Върлевци, Ганевци, Горни Геновци, Костадинчовци, Кринковци, Малешковци, Миланкини, Мирославци, Славовци, Стаматевци, Тиганци, Черешов дял и Шупаци поради изселване;
- Указ № 1885/обн. 06.09.1974 г. – заличава махалите Големи рът и Садина поради изселване;

– признава м. Майско за с. Майско;
- Указ № 202/02.03.1976 г. – заличава м. Конярци и я присъединява като квартла на с. Буйновци;

– заличава м. Духлевци и я присъединява като квартал на с. Мийковци;
- Указ № 45/20 януари 1978 г. – заличава махалите Дараци и Пашовци и ги присъединява като квартали на с. Буйновци;

– заличава махалите Мерилковци и Нейковци и ги присъединява като квартали на м. Босевци;
– заличава махалите Драгановци, Липов рът, Пелишени и Шишковци поради изселване;
- Указ № 2294/26.12.1978 г. – заличава махалите Билково, Витевци и Писараци и ги присъединява като квартали на с. Яковци;

– заличава махалите Зингиевци, Йовковци, Караджовци, Кръстевци и Развалаци и ги присъединява като квартали на с. Шилковци;
– признава к. Бадевци, м. Бойковци, м. Глоговец, м. Горни край, к. Граматици, м. Давери, м. Дебели рът, м. Долни Марян, м. Игнатовци, м. Нешевци, м. Попска, м. Раювци, м. Светославци, м. Тумбевци, м. Угорялковци, м. Харваловци и к. Чакали за села;
- указ № 583/обн. ДВ бр.30/14.04.1981 г. – признава м. Каменари за с. Каменари.
- На основание §7 (т.3) от Закона за административно-териториалното устройство на Република България (ДВ, бр. 63/14.07.1995 г.) всички махали, колиби, гари, минни и промишлени селища придобиват статут на села.

## Транспорт
В северната част на общината, по долината на Златаришка река преминава 7,3 km от трасето на жп линията Горна Оряховица – Елена. През 2002 г. пътническото движение по линията е преустановено със заповед на Правителството. През 2003 г. линията е закрита като нерентабилна с постановление на Министерския съвет.
През общината преминават частично 4 пътя от Републиканската пътна мрежа на България с обща дължина 85,7 km:
- участък от 33,5 km от Републикански път II-53 (от km 36,8 до km 70,3);
- последният участък от 8,4 km от Републикански път III-408 (от km 30,3 до km 38,7);
- последният участък от 19,2 km от Републикански път III-551 (от km 16,7 до km 35,9);
- последният участък от 24,6 km от Републикански път III-662 (от km 47,2 до km 71,8).

## Топографска карта
- Лист от карта K-35-40. Мащаб: 1 : 100 000.
- Лист от карта K-35-41. Мащаб: 1 : 100 000.